# Élections législatives luxembourgeoises de 1872
Les élections législatives de 1872 ont eu lieu au scrutin indirect le 11 juin 1872 afin de renouveler vingt-et-un des quarante-et-un membres de la Chambre des députés. 

## Composition de la Chambre des députés
| Circonscription     | Sièges | Députés                             |
| ------------------- | ------ | ----------------------------------- |
| Echternach          | 3      | Bernard-Euchère-Hubert Servais      |
| Echternach          | 3      | Michel Witry                        |
| Echternach          | 3      | Jean-Pierre Foehr                   |
| Esch-sur-Alzette    | 4      | Victor de Tornaco                   |
| Esch-sur-Alzette    | 4      | Théodore de Wacquant                |
| Esch-sur-Alzette    | 4      | Victor-Charles-Janus Wolff          |
| Esch-sur-Alzette    | 4      | Dominique-Alexis Brasseur           |
| Luxembourg-Campagne | 5      | Adolphe Fischer                     |
| Luxembourg-Campagne | 5      | Charles Collart                     |
| Luxembourg-Campagne | 5      | Jean-Baptiste Klein                 |
| Luxembourg-Campagne | 5      | Prosper-Émile-Joseph de La Fontaine |
| Luxembourg-Campagne | 5      | André Macher-Wurth                  |
| Mersch              | 3      | Joseph Servais                      |
| Mersch              | 3      | Jean-Pierre-Nicolas Beschemont      |
| Mersch              | 3      | Jean Knaff                          |
| Remich              | 3      | Gustave Lessel                      |
| Remich              | 3      | Alfred Velter                       |
| Remich              | 3      | Joseph-Chrétien Gretsch             |
| Wiltz               | 3      | Paul Eyschen                        |
| Wiltz               | 3      | Mathias Mertens                     |
| Wiltz               | 3      | Jean-Joseph-Georges Faber-Knepper   |